# Lido Beach
Lido Beach es un lugar designado por el censo (o aldea) ubicado en el condado de Nassau en el estado estadounidense de Nueva York. En el año 2000 tenía una población de 2.825 habitantes y una densidad poblacional de 635.1 personas por km². Lido Beach se encuentra dentro del pueblo de Hempstead.

## Geografía
Lido Beach se encuentra ubicada en las coordenadas 40°35′17″N 73°37′29″O / 40.58806, -73.62472. Según la Oficina del Censo, la ciudad tiene un área total de 11 km² (4,2 mi²), de la cual 4,4 km² (1,7 mi²) es tierra y 6,6 km² (2,5 mi²) (59.62%) es agua.

## Demografía
Según la Oficina del Censo en 2000 los ingresos medios por hogar en la localidad eran de $86,769, y los ingresos medios por familia eran $107,365. Los hombres tenían unos ingresos medios de $77,193 frente a los $68,542 para las mujeres. La renta per cápita para la localidad era de $47,604. Alrededor del 2.9% de la población estaban por debajo del umbral de pobreza.